# 盛岡大学附属高等学校
盛岡大学附属高等学校（もりおかだいがくふぞくこうとうがっこう）は、岩手県盛岡市厨川五丁目にある私立高等学校。設置主体は学校法人盛岡大学。   通称は「盛附（もりふ）」、または「盛岡大附（もりおかだいふ）」キリスト教学校教育同盟に加盟しているプロテスタント系学校である。県内唯一の大学附属高校。高大連携進学コースでは、5年間または7年間に及ぶ連携教育を行っている。

## 概観

### 建学の精神
本学園はキリスト教主義に基づいて教育を行い、愛と奉仕の精神を体した人格を形成することを建学の精神とする。

### 建学の聖句
- いつも喜んでいなさい。
- 絶えず祈りなさい。
- すべてのことに感謝しなさい。

（テサロニケの信徒への手紙一第5章16節〜18節）

## 沿革
- 1958 生活学園高等学校が女子校として開校
- 1963 厨川校舎落成
- 1963 男子入学。以後男女共学となる
- 1965 厨川校舎増築
- 1967 家庭科募集停止。食物科、音楽科設置
- 1968 生活芸術科設置
- 1970 生活芸術科を生活デザイン科に改称
- 1976 音楽科、生活デザイン科募集停止。音楽保育科設置。
- 1978 音楽保育科を保育科に改称
- 1984 生活学園高等学校体育館落成
- 1985 保育科募集停止。芸術科設置、音楽コース、美術コース開設
- 1986 芸術科に生活美学コース開設
- 1990 生活学園高等学校を盛岡大学附属高等学校と改称
- 1991 芸術科を募集停止、普通科に芸術コースを置く
- 1993 食物科、食物科芸術コースを募集停止普通科に普通、体育、特別進学コースを開設
- 1994 普通科体育コース募集停止、体育進学コースに改編
- 1996 盛岡大学附属高等学校第一、第二体育館落成
- 1999 普通科体育進学コース募集停止
- 2001 普通科普通コース募集停止、進学コースに改編。学校法人盛岡大学礼拝堂を学校法人盛岡大学細川泰子記念礼拝堂と命名
- 2002 鍋屋敷野球場造成完了
- 2006 教育系大学進学コースを開設
- 2008 創立50周年記念式典を実施
- 2009 牧野林グランドの一部を治水工事用地として岩手県に売却
- 2018 創立60周年記念誌を発行
- 2021 教育系大学進学コースの募集停止、高大連携進学コースに改編
- 2022 盛岡大学附属幼稚園及び松園幼稚園を閉園。幼保連携型認定こども園盛岡大学附属幼稚園を開設
- 2024 旧盛岡天主堂(細川泰子記念礼拝堂)が登録有形文化財に登録される

## 学校行事
- 4月 - 入学式・オリエンテーション
- 5月 - 遠足
- 6月 - 1期考査
- 7月 - 体育祭・特進トレッキング
- 9月 - 文化祭
- 10月 - 2期考査
- 12月 - 2学年修学旅行・海外研修・インターンシップ・クリスマス礼拝
- 1月 - 海外留学出発 ・3期考査
- 2月 - 予餞会
- 3月 - 卒業式 ・4期考査

## アクセス
- 鉄道
  - IGRいわて銀河鉄道厨川駅下車、徒歩10分
- 路線バス[1]
  - 岩手県交通
    - 255 みたけ中央線 厨川5丁目バス停下車、徒歩1分
    - 251・252 厨川中央線 東北農研前バス停下車、徒歩10分

  - 岩手県北バス 
    - 盛岡大学・沼宮内・八幡平方面　東北農研前バス停下車、徒歩10分
    - E02・E03・E22・E23　雇用住宅前バス停下車、徒歩5分(バス停の位置は岩手県交通と異なる)

## 部活動
高校野球では、岩手県における甲子園常連校であり、夏の県大会10年連続ベスト4進出、春5回・夏11回甲子園に出場している。2013年春（第85回）、出場10回目にして甲子園初勝利を収めた。2016年夏（第98回）には同校初の2勝、岩手県勢最多の11得点も挙げた。2017年春（第89回）・夏（第99回）では春夏連続で同校初のベスト8進出を果たした。2019年春（第91回）、2年ぶり5回目の出場を果たした。
運動部
- 野球部
- 柔道部
- サッカー部
- バドミントン部
- ソフトテニス部
- 卓球部
- バスケットボール部
- 陸上競技部
- 剣道部
- バレーボール部

文化部
- 演劇部
- 華道部
- 料理部
- 音楽部
- 軽音楽部
- 吹奏楽部
- 美術部
- 文芸部
- ダンス部
- プログラミング同好会
- さんさ部

## 関連人物
野球
- 小石澤浄孝
- 三浦翔太
- 伊東昂大
- 松本裕樹
- 杉山晃基
- 比嘉賢伸
- 植田拓
- 三浦瑞樹
- 大里昂生

その他
- 錦織新 - ハンドボール選手
- 山川恵里佳 - アイドル、タレント（北豊島高等学校へ転校）
- 類家明日香 - グラビアアイドル

教員
- 日蔭暢年（元体育講師・柔道部顧問）

## 系列校
- 盛岡大学
- 盛岡大学短期大学部
- 盛岡大学附属幼稚園